# Buk v Boučí
Buk v Boučí je památný strom na Českomoravské vrchovině (Hornosázavská pahorkatina). Nachází se v lesním porostu cca 150 m od silnice Horní Krupá-Lysá v okrese Havlíčkův Brod. Má obvod 700 cm a jedná se o nejmohutnější památný buk lesní v Česku - buky na rozdíl od dubů a lip nejsou tak dlouhověké a obvodu přes 5 metrů dosahují výjimečně.

## Základní údaje
- název: Buk v Boučí, Buk u Lysé
- výška: 27 m[1], 34,5 m[2]
- obvod: 690 cm (1993), 700 cm (1997)[2][3]
- věk: 350 let

Strom vyniká svými rozměry a stavbou koruny, která je tvořena dvěma kosterními větvemi. U stromu je studánka, které byly přisuzovány léčivé schopnosti. Ochránkyní místa je Panny Marie, jejíž obrázek je na stromě. Kolem stromu prochází zelená turistická značka ze Zálesí do Lysé.

## Stav stromu a údržba
Zdravotní stav tohoto buku je hodnocen stupněm 3. Kmen je poškozen, v některých částech s dutinami a vyžaduje odborný zásah.